# Вик-сюр-Эн
Вик-сюр-Эн (фр. Vic-sur-Aisne) — коммуна на севере Франции, регион О-де-Франс, департамент Эна, округ Суассон, центр одноименного кантона. Расположена в 25 км к востоку от Компьеня и в 17 км к западу от Суассона, на правом берегу реки Эна.
Население (2018) — 1 631 человек.

## История
Поселение на месте нынешнего Вика на берегу Эны существовало с римских времен; римская дорога на Суассон шла через центр сегодняшнего поселка. После падения государства Сиагрия Вик на несколько веков пропадает из летописей, пока в 814 году он не будет упомянут среди деревень, переданных дочерью Карла Великого Бертой монастырю Сен-Медар в Суассоне. В 889 году король Франции Эд для защиты от нападений норманнов приказал построить в Вике замок и поместил в нём гарнизон.
В X и XI веках Вик был предметом спора королей Франции, сеньоров Куси и аббатов Сен-Медар, неоднократно переходя из рук в руки, и в итоге достался последним. В XVI веке короли Франциск I и Генрих II на пути в свой замок в Виллер-Котре часто останавливались в Вике.
Сочетание обширных зерновых угодий в окрестностях и порта на реке сделали Вик процветающим поселком. Владевшие Виком монахи брали плату с проходящих по Эне торговых судов и даже могли позволить себе контролировать цену на зерно.
Религиозные войны XVI века не сильно сказались на благосостоянии Вика, хотя в 1597 году местный замок, контролировавшийся гугенотами, оказал сопротивление королевским войскам и был взят штурмом. В ходе сражения замок был почти полностью разрушен, и в 1599 году было начато его восстановление.
Во время Великой Французской революции все имущество аббатства Сен-Медар было реализовано на аукционе. Замок Вик приобрело семейство Клу, и генерал Анн Луи Клу был мэром Вика на протяжении десяти лет. После возвращения к власти во Франции Бурбонов в Вике впервые был построен мост через Эну.
Во время Первой мировой войны замок Вика был разграблен сначала немецкими, а затем союзными войсками. Мост через Эну был взорван и возведен заново только в 1940 году. Во время Второй мировой войны в Вике действовали сильные отряды Сопротивления.

## Достопримечательности

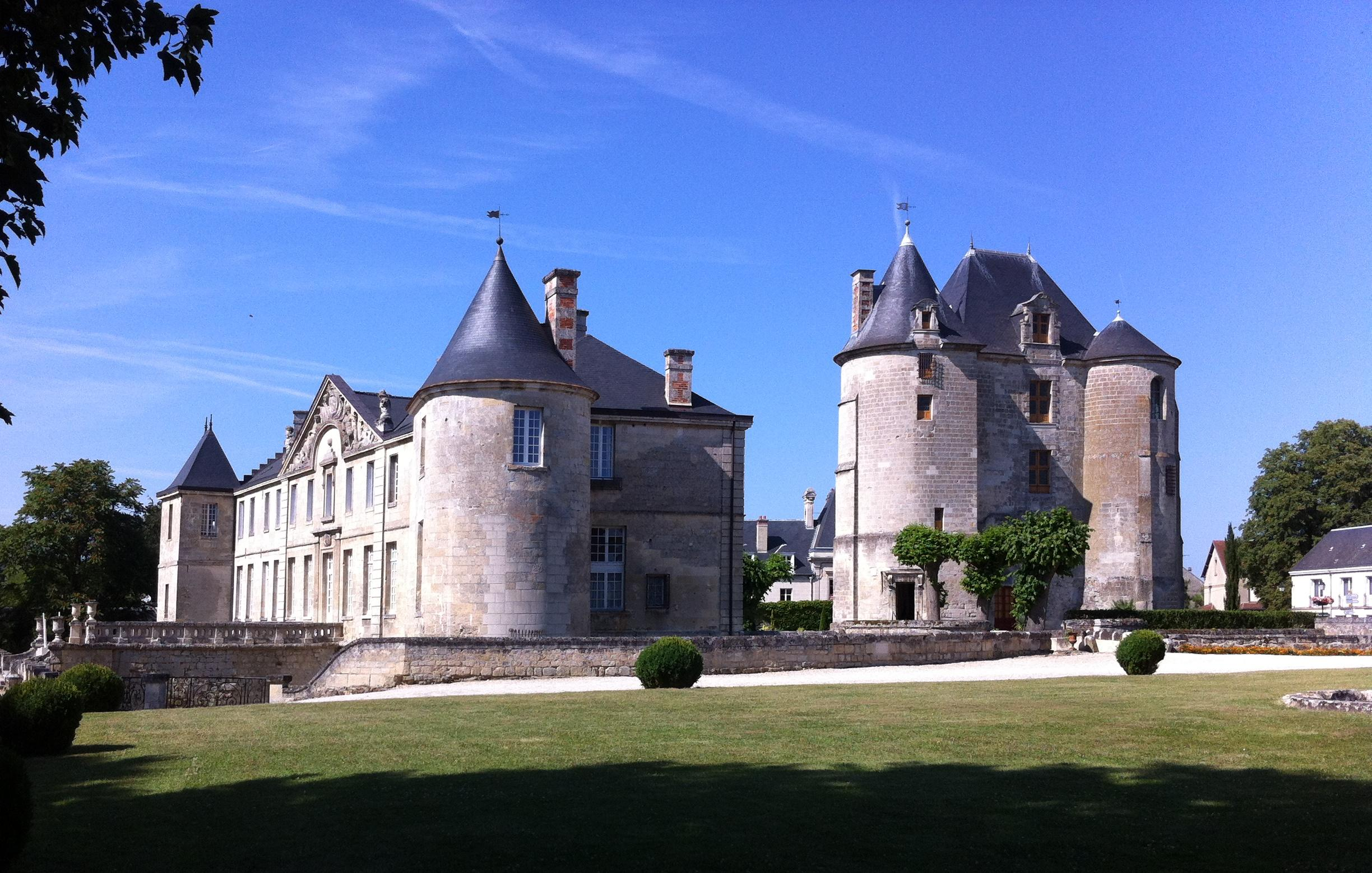
Донжон

- Донжон в центре города — главная башня бывшего шато Вик
- Дворец XVIII века, фактически перестроенный заново после разрушений Первой мировой войны, с прилегающим красивым парком
- Здание мэрии
- Церковь Нотр-Дам XI—XVI веков, перестроенная в XIX веке. Во время реставрационных работ в 1921 году колокольня обрушилась и была выстроена заново по чертежам XVI века.

## Экономика
Уровень безработицы (2017) — 17,7 % (Франция в целом — 13,4 %, департамент Эна — 17,8 %). 

Среднегодовой доход на 1 человека, евро (2018) — 20 870 (Франция в целом — 21 730, департамент Эна — 19 690).
В 2010 году среди 1158 человек трудоспособного возраста (15-64 лет) 834 были экономически активными, 324 — неактивными (показатель активности — 72,0 %, в 1999 году было 69,9 %). Из 834 активных жителей работали 703 человека (390 мужчин и 313 женщин), безработных было 131 (63 мужчины и 68 женщин). Среди 324 неактивных 78 человек были учениками или студентами, 131 — пенсионерами, 115 были неактивными по другим причинам.

## Демография
Динамика численности населения, чел.

## Администрация
Пост мэра Вика с 2005 года занимает Бернар Рюэль (Bernard Ruelle). На муниципальных выборах 2020 года возглавляемый им список был единственным.
| Период | Период | Фамилия      | Партия                  | Примечания                                  |
| ------ | ------ | ------------ | ----------------------- | ------------------------------------------- |
| 1977   | 2005   | Раймон Геннё | Социалистическая партия | врач, член Генерального совета департамента |
| 2005   |        | Бернар Рюэль |                         | учитель французского языка                  |

## Галерея

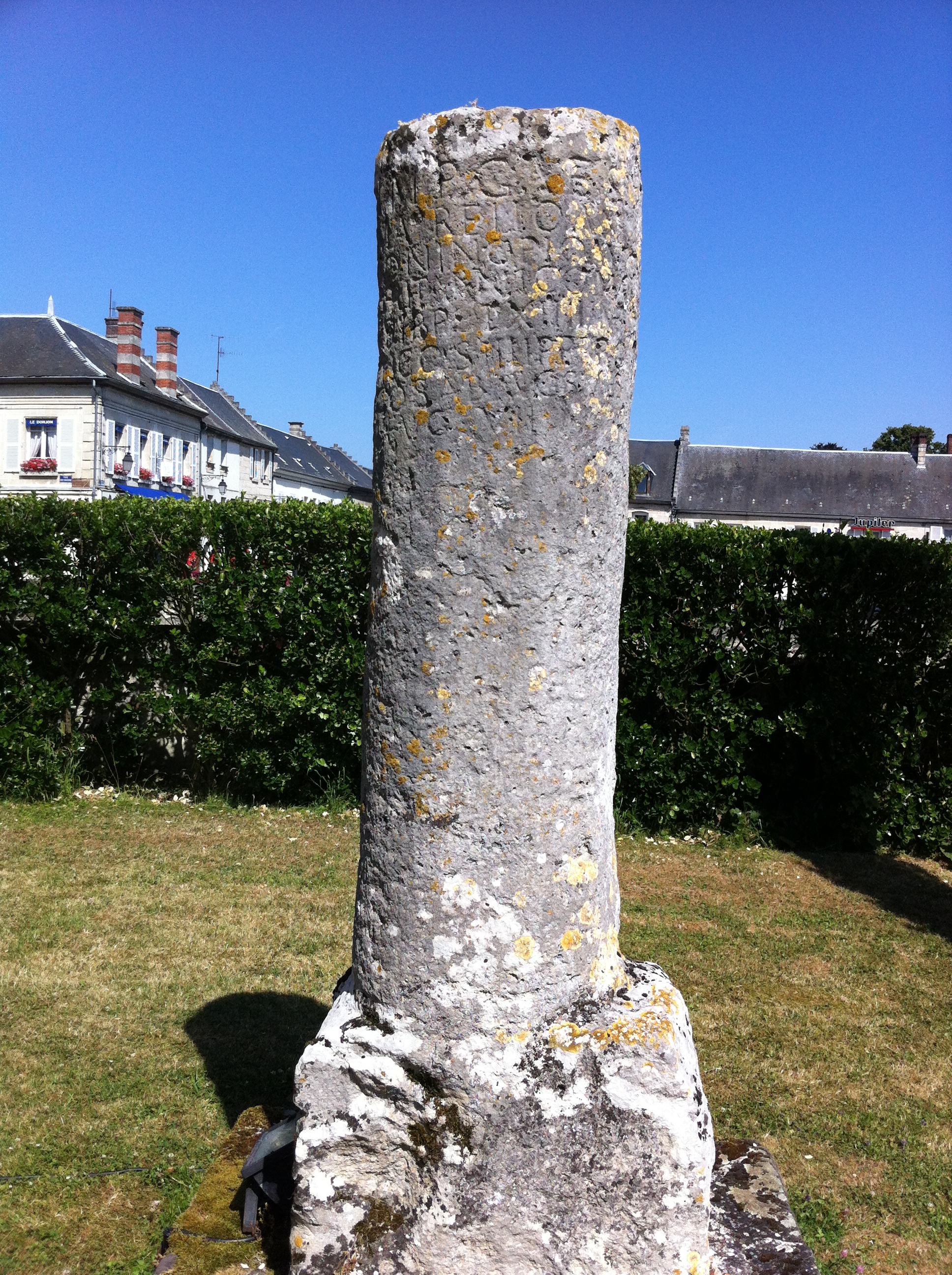
Дорожный столб римской эпохи
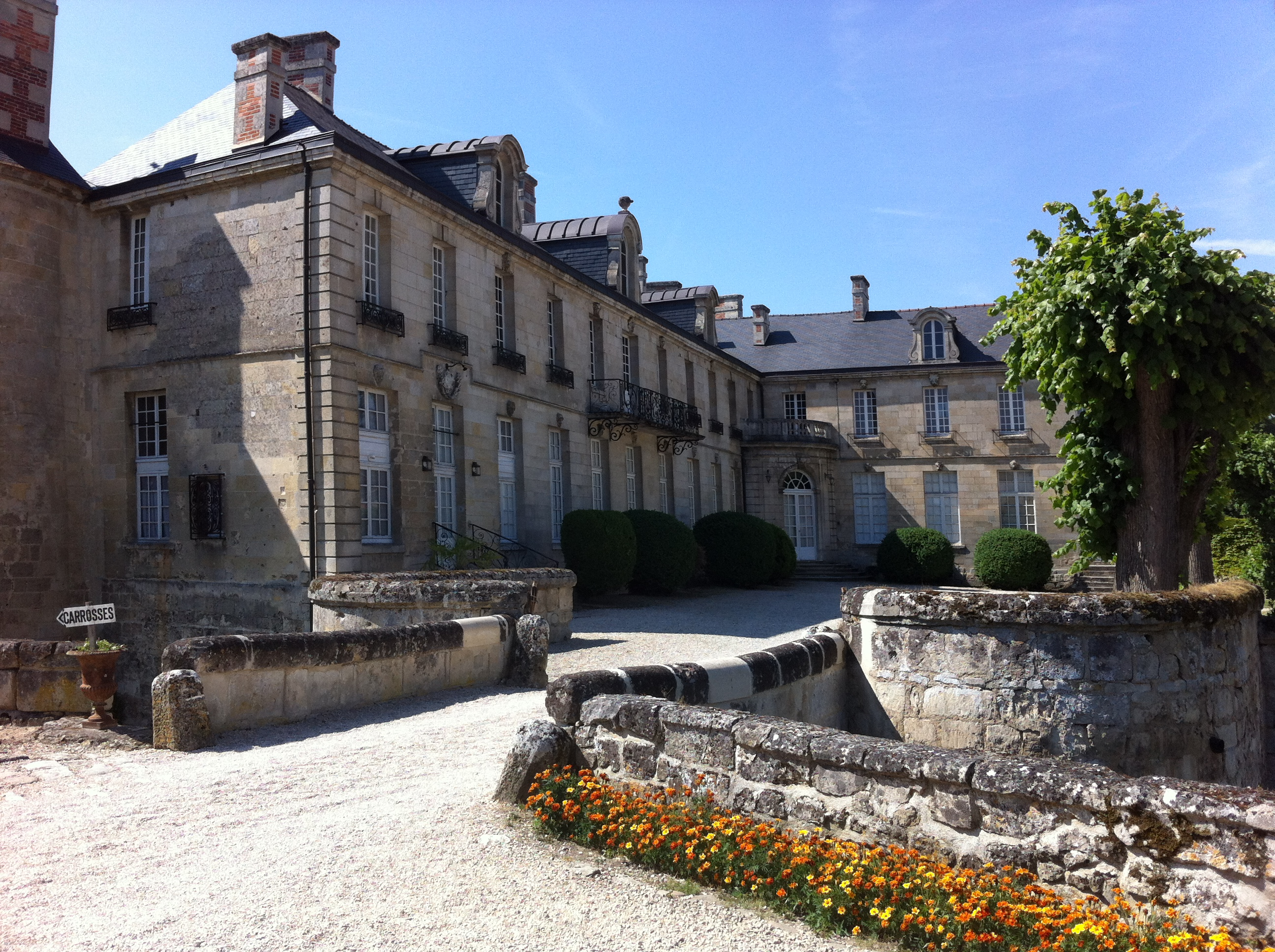
Внутренний двор дворца Вика
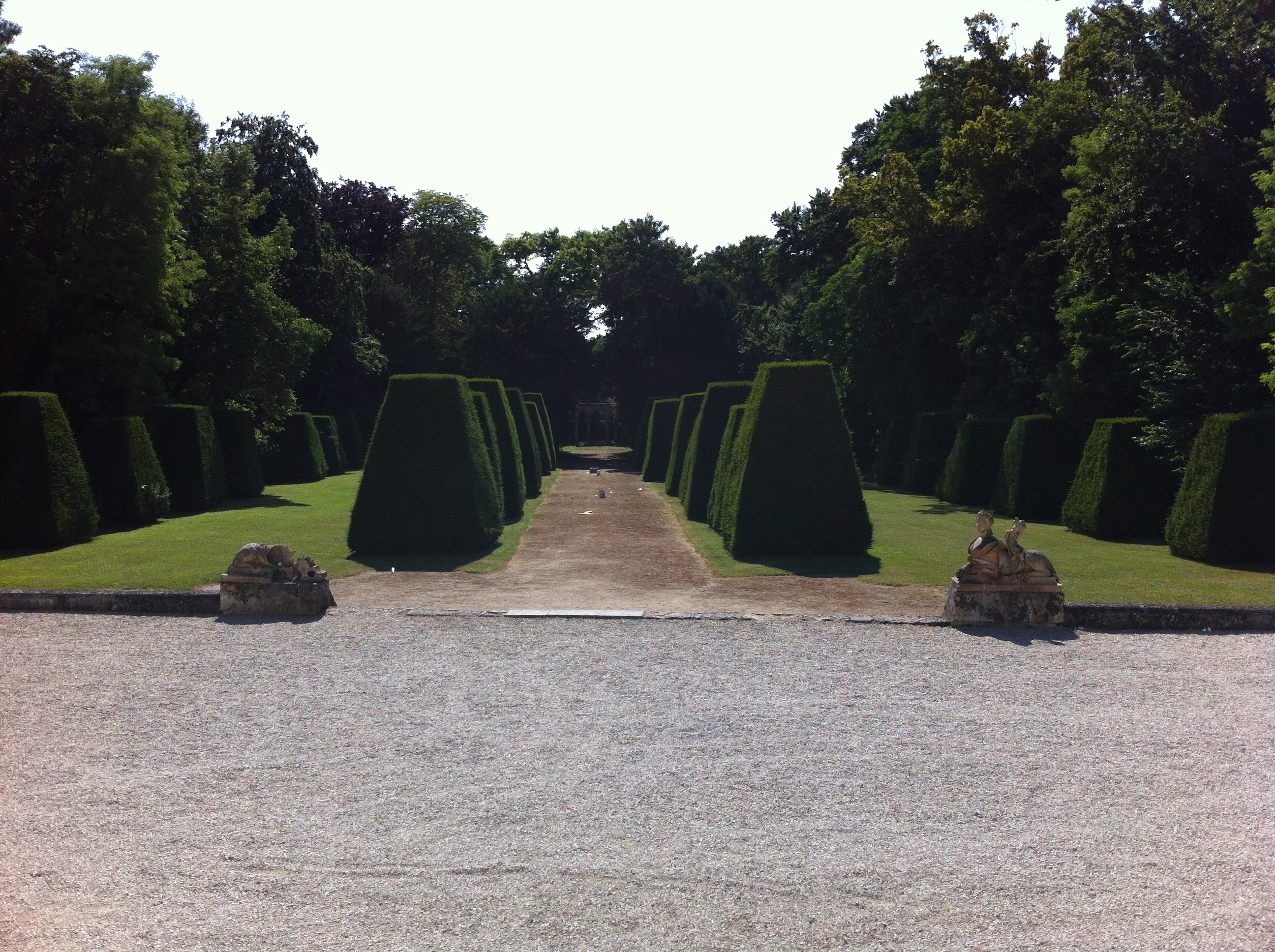
Парк при дворце
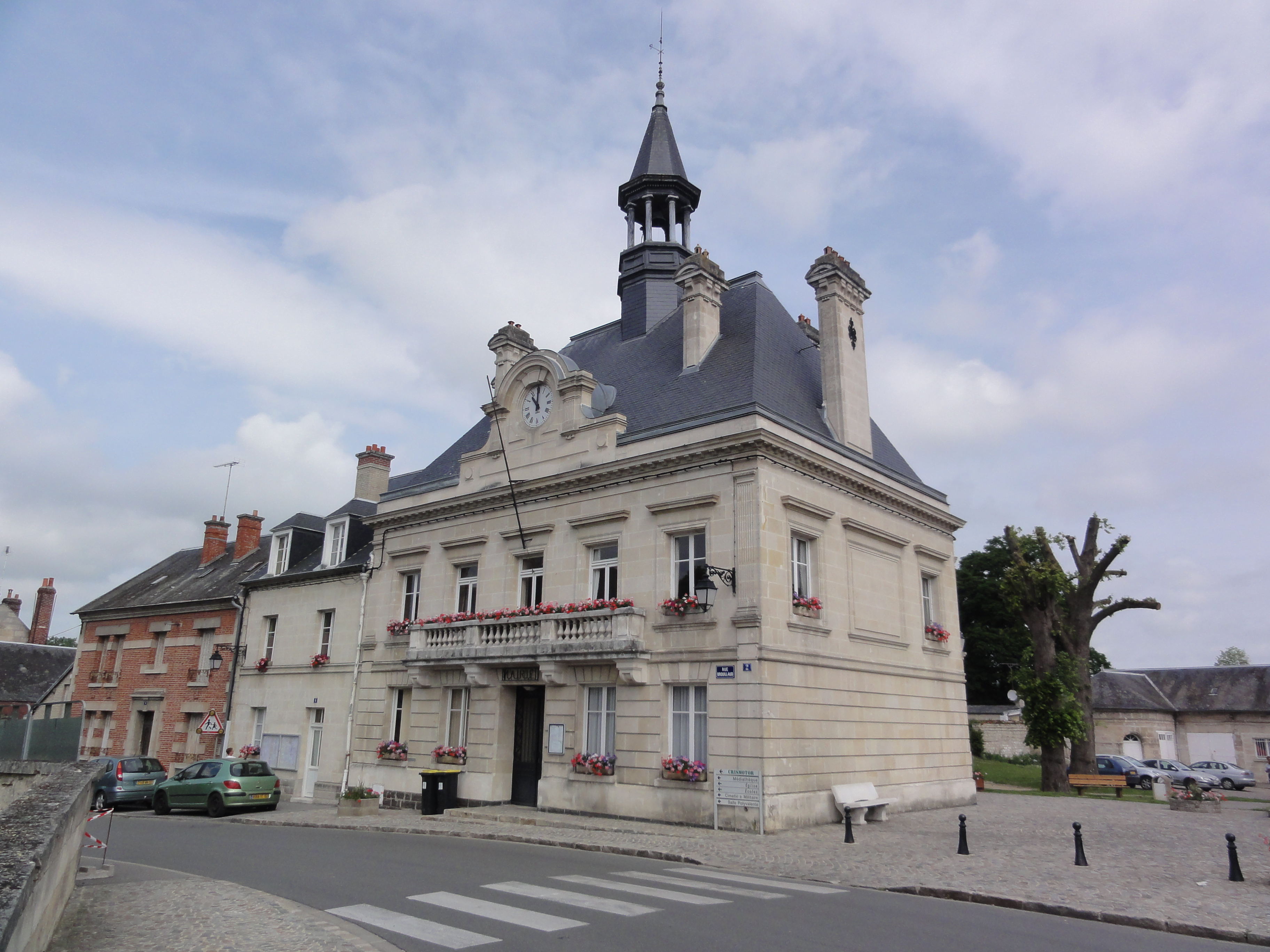
Здание мэрии
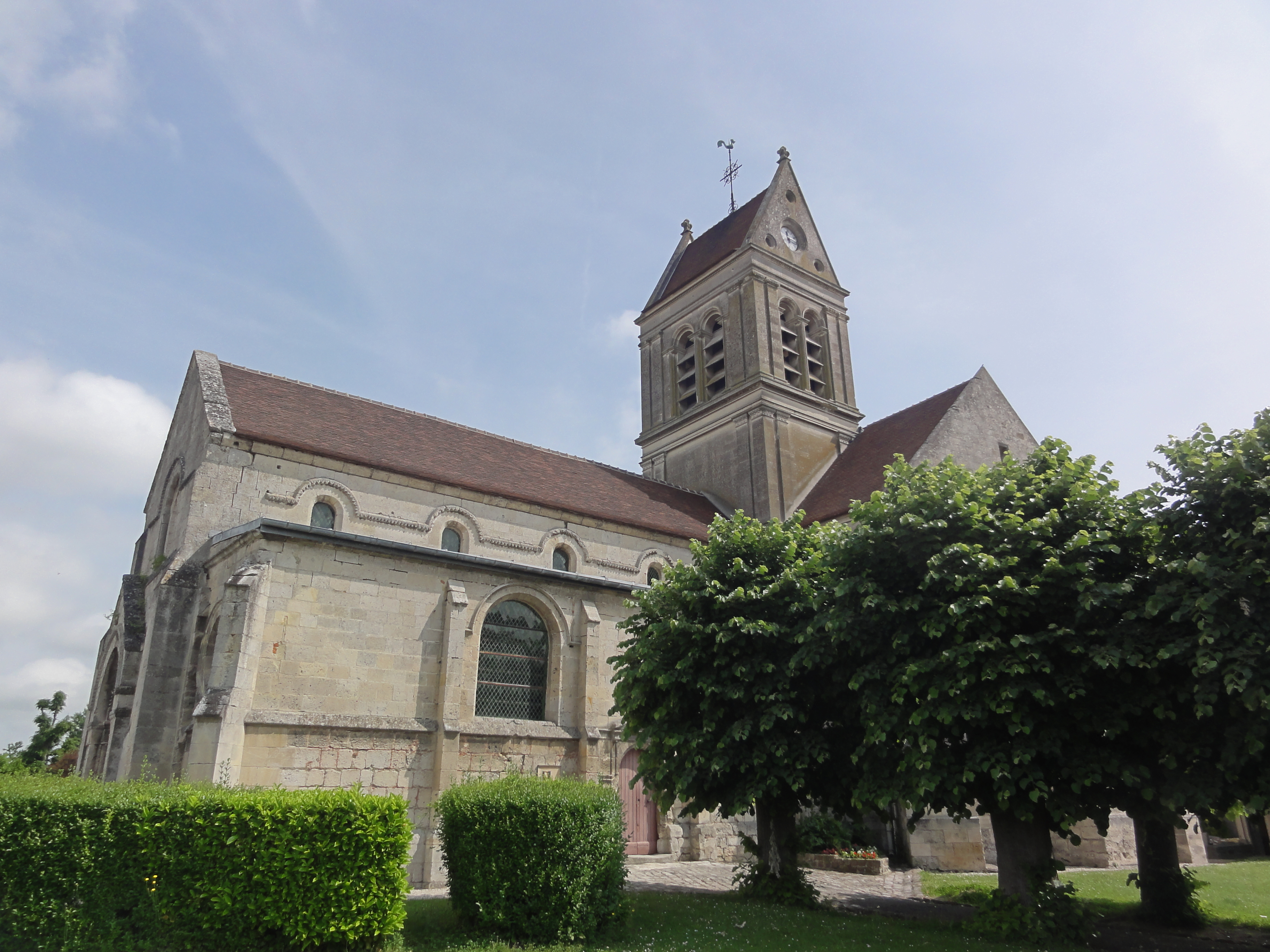
Церковь Нотр-Дам
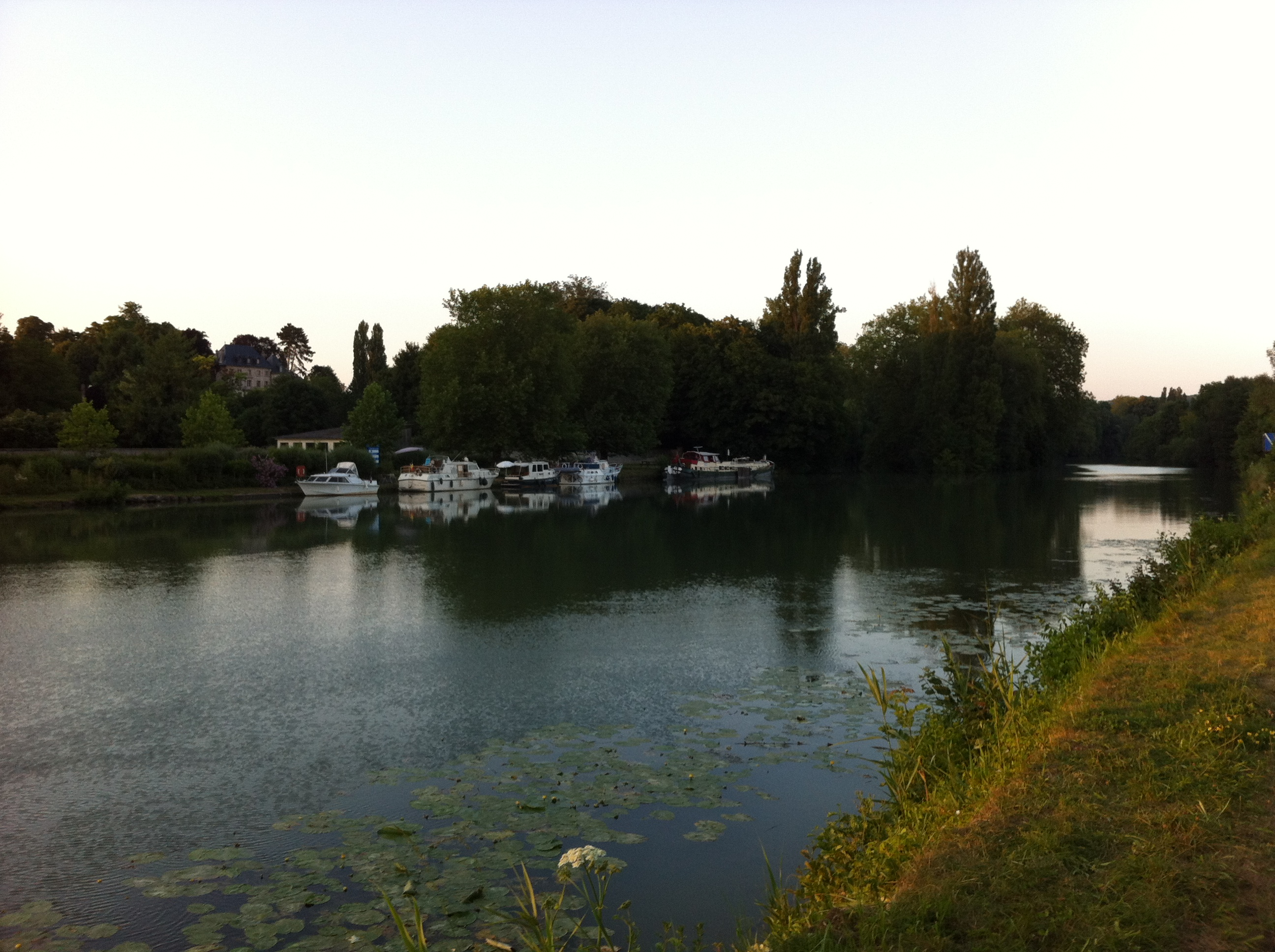
Эна у Вика